# 국민재난안전총연합회
국민재난안전총연합회(National Federation of Disaster and Safety)은 행정안전부 허가2021-02호 사단법인 승인 행정안전부 허가2021-04호로 지정받은 안전 교육기관입니다.
국민재난안전총연합회는 재난 및 방재에 관한 기술의 발전과 재난 재해로부터 국민의 생명과 재산을 보호하기 위한 조사, 용역, 방재, 감염병 예방, 생활안전, 교통안전, 폭력안전, 보건안전, 건설안전, 재난 안전에 필요한 프로그램 개발 운영 등의 사무를 수행한다.
또한, 안전교육은 행정적, 요식적 행위에 그치지 않고 안전사고의 선제적 예방을 위한 교육사업을 목적으로 시행 주체의 의지와 전문성만이 아닌 교육 대상자인 국민의 능동적 참여가 중요한 바, 그로 인하여 실제적 효과를 거두도록 국가 및 지방자치단체의 책무에 안전교육의 효과와 필요성에 대한 국민의 인식을 제고하기 위하여 노력을 목적으로 한다.
전국의 안전교육 지정기관에 대한 지원사업을 체계적, 효율적으로 추진하기 위하여 각 안전 전문분야의 지정기관이 자기 보호적 고정관념을 허물고 안전교육 분야의 전문성 이해와 존중으로 상호 간 유기적인 협력을 통해 공동체의 공익증진과 건전한 발전을 위하여 설치되었다.
중앙회는 서울특별시 관악구 남부순환로1454, 5층에 위치하고 있으며, 전국에 17개의 지부를 두고 전국지역 258개 지구별 단위로 75시/82군/101구로 조직되어 있다.

## 사무
- 연구/개발

- 재난 및 방재의 과학기술 발전을 위한 조사 및 연구
- 전국 지역별 안전교육지정기관 대상 안전분야별 콘텐츠 개발 공유, 분석, 평가, 연구
- 교육/인증

- 회원(단체)와 함께 시설안전, 교통안전, 응급상황 행동요령, 심폐소생술, 전염병예방, 화재예방, 폭력예방, 재난 안전의 표준화 및 체계화된 교육 실시 및 인증서 발급
- 안전교육 및 안전사고예방 관련 기술의 평가 및 표준화, 안전제품 인증 발급
- 전국 안전교육기관(단체) 업무역량 공유와 함께 국민안전교육 진흥에 따른 안전교육 홍보 및 안전교육 진행
- 봉사/지원

- 국민 대상 안전 교육강화를 위한 안전교육 지원(봉사)활동
- 안전문화진흥에 앞서 활동전개에 따른 본 회의 제반 활동
- 인공지능(AI)영어 학습 프로그램 개발 및 도입을 통한 미래인재양성 교육학대
- 보급/출판

- 회지, 연구보고서발행과 재난 및 방재과학기술에 대한 도서출판
- 가상현실체험(VR), 증강현실(AI)을 통한 안전체험교육 시스템의 표준화 및 보급
- 안전사고에 취약계층 대상 차별화된 안전체험교육 시스템의 표준화 및 보급
- 국민안전기술평가 및 안전교육(단체)의견 수렵 관련 담당기관에 자문, 제언, 정책 개발 건의,자료의 조사/수집/보급 및 회보, 출판 등 간행물 발간
- 재난안전제품 기술에 관한 설계, 제작 및 판매

## 재난예방안전관리사
재난예방안전관리사는 재난안전에 관한 분야의 국제개인자격증으로 국제표준 ISO 등록기관인 IQCS(국제자격운영기관)가 개인자격국제표준 기준에 의거하여 총 165개국에서 운영하며, 급수는 '1급'과 '2급'으로 구분됩니다. 
본 자격인증은 ʻ국민재난안전총연합회'의 주관으로 표준적인 교육을 실시하고 안전사고 및 재난을 미리 예방하며 선제적인 대응을 할 수 있는 능력을 갖춘 전문가를 의미합니다.
재난예방안전관리사 자격은 국제개인자격인증으로 심사, 강사, 관리자 시험에 응시할 수 있는 자격이 부여되며, 재난ㆍ안전에 관한 업체와 중앙정부에서 위탁한 재난ㆍ재해 안전의 관리 및 안전분야와 관련된 사무는 물론 기업에서의 안전 컨설팅ㆍ민간다중이용시설 안전교육ㆍ훈련ㆍ지도ㆍ점검ㆍ보안ㆍ경호 및 기업의 재해경감활동계획 수립에 관한 사무를 수행할 수 있습니다.
- 임명

- ISO/IEC 17024 자격인증 시험에서 1차, 2차 시험에 합격한 자에게 자격증을 발급한다.
- ISO 인증 교육원에서 교육 : 국민재난안전총연합회와 권역별 지정 교육센터(지회 & 교육기관)에서 실시한다.
- 전 세계 165개국이 동시에 시험을 실시한다.

## 재난안전보안관 (행복동행)
재난안전보안관은 재난예방안전관리사의 자격을 취득한 사람 중 생활안전, 교통안전, 자연재난, 사회기반체계, 범죄안전, 보건안전 등 6대 안전분야에 걸친 사고를 예방하고 사고가 발생할 시 신속한 조치를 통해 국민의 재산과 생명을 지키는 것을 목적으로 직무를 수행하는 자를 말합니다.
- 효과적인 운영시스템 구축

- 점검, 관리, 교육에 보안과 보고를 포함한 통합 시스템
- 현장상황과 점검을 모바일 웹으로 관리하는 시스템
- 현장관리자와 감시 및 점검기관을 연결하는 간편 보고 시스템
- 사회적 약자 보호 시스템
- 전국적 조직구성

- 국민재난안전총연합회의 226개 지회를 중심으로 조직구성
- 지역을 중심으로 하는 보안경비업체의 참여 유도
-  지역단체와 유기적인 협조 체계 구성
- 체계적인 교육시스템 구축

- 6대 안전분야를 중심으로 정기적인 교육 시스템
- 지역을 중심으로 하는 보안경비업체의 참여 유도
-  지역단체와 유기적인 협조 체계 구성

## 같이 보기
- 대한민국 행정안전부
- 국민안전교육연수원
- 대한민국 소방청
- 대한민국 경찰청